# 茜素黃R
茜素黃R（Alizarine Yellow R）是由重氮化合物偶联反应製成的黄色偶氮染料。一般會使用其鈉鹽。純的茜素黃R會是鐵锈顏色的固體。茜素黃R的主要用途是酸碱指示剂。

## 製備
茜素黃R的製備是由水楊酸的重氮偶联反应以及4-硝基苯胺的重氮鹽衍生物